# Our Impact Will Be Felt
Az Our Impact Will Be Felt egy 2007-ben megjelent album, amelyen a Sick of It All dalai szerepelnek, de más előadók játsszák el azokat. Az albumon olyan együttesek szerepelnek, mint a Rise Against, a Hatebreed vagy a Sepultura. 
Ezzel a válogatással a zenekarok tulajdonképpen a tiszteletüket fejezték ki az SOIA iránt.

## Az album dalai
1. Rise Against - Built to Last
2. Unearth - Clobberin' Time/What's Going On
3. Hatebreed - Rat Pack
4. Madball - Give Respect
5. Bleeding Through - We Want the Truth
6. Comeback Kid - Step Down
7. Ignite - Cease Fire
8. Bouncing Souls - Good Lookin' Out
9. Pennywise - My Life
10. Kill Your Idols - Friends Like You
11. Sepultura - Scratch the Surface
12. Himsa - Maladjustated
13. Most Precious Blood - Alone
14. First Blood - Just Look Around
15. Stretch Arms Strong - Busted
16. Walls of Jericho - Us vs. Them
17. The Suicide Machines - Goatless
18. Bane - We Stand Alone
19. No Redeeming Social Value - World Full of Hate
20. Napalm Death - Who Sets the Rules
21. Survive - Blown Away
22. Loyal to the Grave - Will We Survive